# پیست (روستا)
پیست (به هلندی: Peest) یک منطقهٔ مسکونی در هلند است که در نوردن‌فلد واقع شده‌است. پیست ۱۲۲ نفر جمعیت دارد.